# 罗鳞伞属
罗鳞伞属（学名：Rozites）为丝膜菌科的一属真菌。本属共有3种。中国有皱盖罗鳞伞和黄环罗鳞伞两种，都是营养丰富的食用真菌。

## 下属物种
- 皱盖罗鳞伞 Rozites caperata (Fr.) Karst.
- 黄环罗鳞伞 Rozites flavoannulata ＆.Vass,